# Харви Клюн
„Харви Клюн“ (на английски: Harvey Beaks) е американски анимационен сериал, създаден от Си Ейч Грийнблат за Nickelodeon. Сериалът се излъчва от 28 март 2015 г. до 9 декември 2016 г., след това се премества по Nicktoons на 1 март 2017 г., а последният епизод е излъчен на 29 декември 2017 г.

## В България
В България сериалът започва излъчване по локалната версия на Nickelodeon на 17 август 2015 г. в понеделник от 20:15 с нахсинхронен дублаж на български език, записан в студио „Александра Аудио“.